# Paraleucilla saccharata
Paraleucilla saccharata är en svampdjursart som först beskrevs av Ernst Haeckel 1872.  Paraleucilla saccharata ingår i släktet Paraleucilla och familjen Amphoriscidae. Inga underarter finns listade i Catalogue of Life.